# Новосибирский биатлонный комплекс
Новосибирский биатлонный комплекс — спортивный комплекс, расположенный в Дзержинском районе Новосибирска. Неофициальная дата основания — 1968 год.

## История
В 1965 году возникла идея о строительстве в Новосибирске крупного биатлонного стрельбища, работы над его проектировкой возглавил знаменитый биатлонист В. Ф. Маматов. В 1967 году было сооружено стрельбище блиндажного типа.
В 1968 году после Зимних Олимпийские игр в Гренобле советские спортсмены заложили традицию ежегодного открытия зимнего сезона на базе Новосибирского биатлонного комплекса, борясь за награды Новосибирской школы высшего спортивного мастерства. В этом же году здесь прошло несколько значимых соревнований — Чемпионат СССР по биатлону и международные соревнования между сборными командами биатлона Норвегии и СССР. Именно этот год неофициально считается датой основания комплекса.
В 1978 году и в следующие годы были смонтированы генеральные конструкции комплекса, построено здание школы высшего спортивного мастерства, лыжероллерный круг увеличили до 5 км, благодаря чему стало возможным проводить тренировки на кругах с разными профилями трассы.
В 1992 и 1997 годах комплекс становился площадкой для проведения этапов Кубка мира.
В 2005 году здесь проходил Чемпионат Европы по биатлону.
Большой вклад в строительство биатлонного комплекса внесли: Н. Н. Новиченко, Г. И. Чекис, Г. Смирнов, Н. Д. Веденеев, А. Осташов, А. Мухтаров, Г. Е. Челюканов, Б. Иванов, Л. Гагарин, В. Шнянин, Г. Фишов, Ю. Ломов, О. Цифанский, председатель облспорткомитета Г. Харитонов, в честь которого устраиваются соревнования юных биатлонистов.

## Ежегодные мероприятия
На территории комплекса ежегодно проходят соревнования по биатлону и лыжным гонкам. В год устраивается около 40 спортивных мероприятий: Кубок Сибири по лыжным гонкам, Чемпионат и Первенство Новосибирской области по лыжным гонкам и биатлону, Первенство области среди ДЮСШ и т. д. В летнее время проводятся тренировки спортсменов, приезжающих на тренировочный сбор из Красноярска, Кемерова, Томска, Омска, Алтая.

## Спортсмены
На базе Новосибирского биатлонного комплекса были подготовлены шесть олимпийских чемпионов, 28 чемпионов и призеров чемпионата и мирового первенства.